# Bia ở Việt Nam

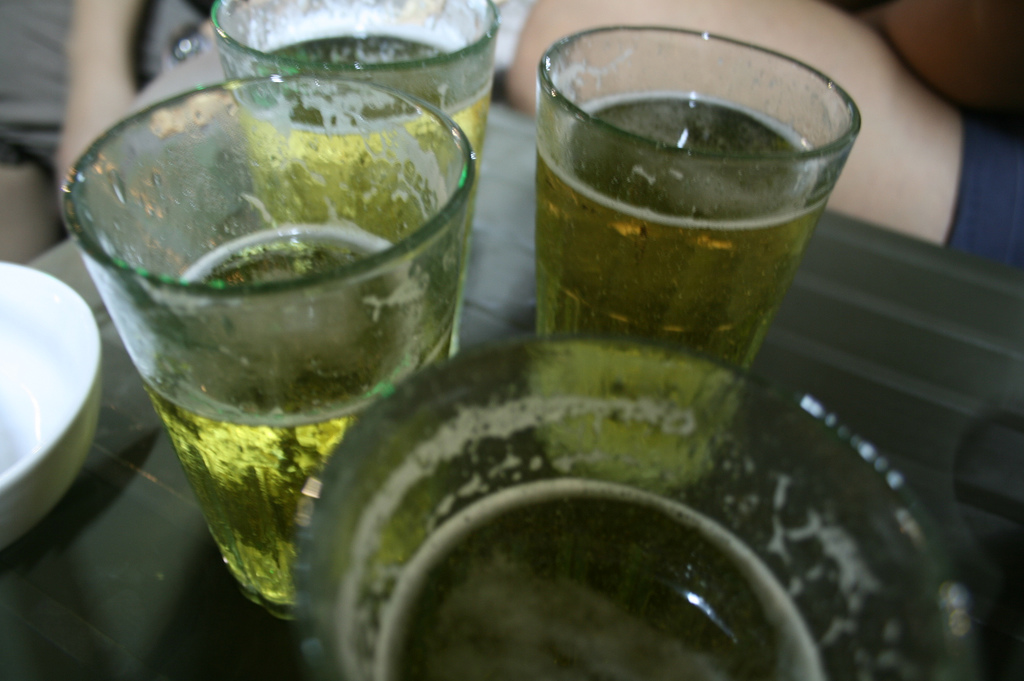
Bia hơi ở Việt Nam

Bia ở Việt Nam phản ánh tình hình tiêu thụ và sản xuất bia của đất nước này. Bia được tiêu thụ thông dụng ở Việt Nam, với mỗi năm người dân tiêu tốn đến 5 tỷ đô la Mỹ chi cho rượu bia, là thị trường lý tưởng cho các hãng bia, rượu ngoại. Việc tiêu thụ nhiều bia, rượu được xem là vấn nạn của xã hội Việt Nam, ảnh hưởng đến sức khỏe và phát sinh nhiều vấn đề phức tạp về xã hội khác nhưng đến nay vẫn chưa có hướng giải quyết.

## Tổng quan
Theo báo cáo về thị trường bia Việt Nam năm 2018 , tổn sản lượng tiêu thụ bia của Việt Nam là 4.2 tỉ lít và trung bình mỗi người Việt Nam tiêu thụ 43.3 lít bia. Việt Nam tiêu thụ bia bình quân đầu người cao nhất Đông Nam Á và thứ 3 Châu Á, chỉ xếp sau Nhật Bản và Trung Quốc. Mức tăng trưởng tiêu thụ bia hằng năm vào khoảng 4-5% .
Năm 2019, 90% thị trường bia Việt Nam thuộc về 4 ông lớn là Sabeco, Heineken, Habeco và Carlsberg dựa trên tổng sản lượng bán ra. Trong đó Sabeco chiếm 41%, Heineken Vietnam chiếm 23%, Habeco chiếm 18%, Carlsberg Vietnam chiếm 8%, còn lại là thuộc về các hãng bia khác .

## Bia nội địa

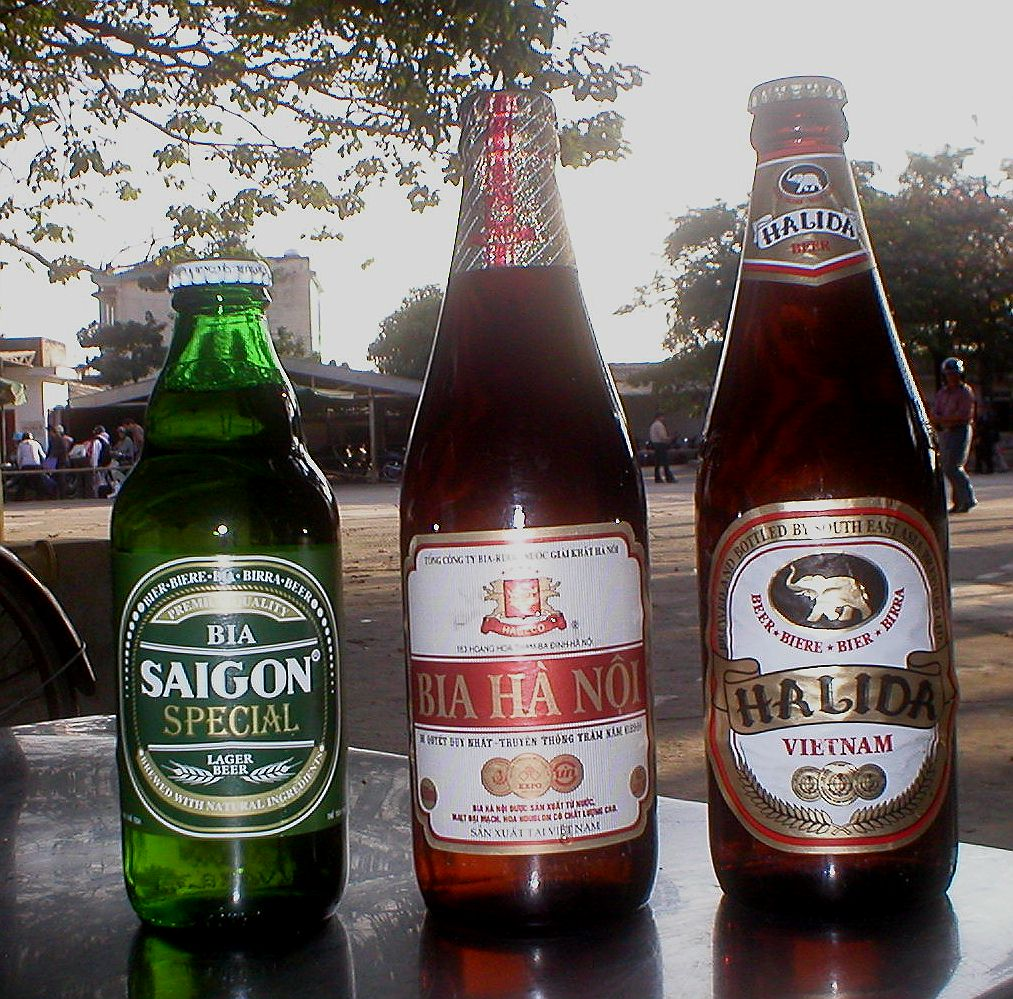
Ba thương hiệu bia tại Việt Nam: Bia Sài Gòn, bia Hà Nội và bia Halida

Bốn nhà sản xuất bia phổ biến nhất tại Việt Nam là: 
- Sabeco (Tổng công ty Bia - Rượu - Nước giải khát Sài Gòn): trụ sở tại Thành phố Hồ Chí Minh, nơi sản xuất bia Sài Gòn và bia 333
- Heineken Vietnam (thuộc Tập đoàn Heineken): trụ sở tại Thành phố Hồ Chí Minh, nơi sản xuất bia Bivina, và bia Việt
- Habeco (Tổng công ty Bia - Rượu - Nước giải khát Hà Nội): trụ sở tại Hà Nội, nơi sản xuất bia Hà Nội và bia Trúc Bạch
- Carlsberg Vietnam (thuộc Tập đoàn Carlsberg): trụ sở tại Huế, nơi sản xuất bia Huda (trước gọi là Bia Huế, sau được Carlsberg thâu tóm) và bia Halida

Các nhãn hiệu bia nội địa Habeco, Huda (thuộc Carlsberg) và Sabeco lần lượt chiếm thị phần chính tại 3 miền Bắc, Trung và Nam . Trong đó, Bia Sài Gòn là phổ biến nhất Việt Nam, theo dữ liệu từ năm 2018 . Một trong những loại bia thương hiệu của họ là Bia 333.

## Bia quốc tế
Các nhãn hiệu bia quốc tế nổi tiếng bao gồm:
- Carlsberg: trụ sở chính tại Đan Mạch, nhập khẩu bia Carlsberg và bia Tuborg (từ Đan Mạch)
- Heineken: trụ sở chính tại Hà Lan, nhập khẩu Bia Heineken, Bia Amstel (từ Hà Lan), Bia Tiger (từ Singapore), Bia Strongbow (từ Anh) và Bia Affligem (từ Bỉ)

Bia Heineken và Tiger (đều thuộc Heineken Vietnam) cùng thống trị phân khúc bia cao cấp Việt Nam với khoảng 85% thị phần. Việt Nam là thị trường lớn nhất trên thế giới đối với bia Tiger và Heineken Châu Á Thái Bình Dương.
Việt Nam cũng nhập khẩu bia từ các nước khác nhau. Các loại bia đóng chai của Bỉ bao gồm Trappiste, Chimay, Leffe, Hoegaarden. Một số ví dụ về các loại bia đóng chai của Đức / Áo mà Việt Nam nhập khẩu bao gồm Münchner Hofbräu, Warsteiner, Paulaner, Bitburger, Edelweiss và Köstritzer. Các loại bia của Nhật được nhập khẩu bao gồm Sapporo và Asahi. Bia của Mỹ thì có Budweiser (thuộc AB InBev). Các loại bia từ Nga và Cộng hòa Séc cũng được nhập khẩu vào Việt Nam.

## Các thương hiệu bia nhỏ lẻ khác
Có khoảng 20 nhà máy bia nhỏ lẻ tại Việt Nam. Hầu hết các loại bia này là bia kiểu Séc và Đức. Các nhà máy vi sinh đáng chú ý bao gồm Hoa Viên Brauhaus, Pilsner Urquell, nhà máy bia Pasteur Street và Southeast Asia Brewery (thuộc Carlsberg)...
Ngoài ra, một số các hãng bia truyền thống có mặt ở các tỉnh nhỏ, điển hình bia BIVA, bia Vinh, bia Kiên Giang, bia Hạ Long, bia Hải Dương, bia Sư Tử Trắng (thuộc Công ty cổ phần Hàng tiêu dùng Masan)...